# Ion Șcheau
Ion Șcheau (n. 27 februarie 1974) este un fost deputat român, ales în 2012. Ion Șcheau a fost membru în grupurile parlamentare de prietenie cu Japonia și Serbia.